# 2019冠状病毒病青海省疫情
2019冠状病毒病青海省疫情，介绍2019冠状病毒病疫情中，在中华人民共和国青海省发生的情况。

## 时间轴

### 2020年
1月25日，青海省卫生健康委员会宣佈，青海省确认首例新型冠状病毒感染的肺炎确诊病例。
1月26日，青海省报告新增确诊病例3例，均为西宁市确诊病例。1月27日，青海省确认新增2例确诊病例。
1月30日晚，青海省报告新增确诊病例2例。截至1月30日24时，青海省累计报告新型冠状病毒感染的肺炎确诊病例8例，重症病例1例。
1月31日0一24时，青海新增确诊病例1例。其中，西宁市湟中县李家山镇汉水沟村村民苟某，在武汉务工返回西宁后，隐瞒其本人以及其子在武漢的行程和活动以及自己的发热咳嗽等症状，且本人與其子多次与周边人群密切接触。後苟某和其子被确诊为新型冠状病毒感染的肺炎确诊病例，苟某的行为违反《中华人民共和国刑法》《中华人民共和国传染病防治法》等法规和青海省西宁市新型冠状病毒感染的肺炎防控处置工作指挥部通告，苟某涉嫌以危险方法危害公共安全罪被公安机关立案侦查，采取相关措施，并隔离收治。3月11日，青海省西宁市湟中县人民检察院对苟某以妨害传染病防治罪依法提起公诉。
2月2日，青海省报告新增确诊病例4例，其中西宁市报告3例新增确诊病例；海北州报告首例确诊病例。
2月3日，青海省报告新增确诊病例2例，均为海北州确诊病例。
2月4日，青海省报告新增确诊病例2例，均为西宁市确诊病例。2月5日，青海省首批3例新型冠状病毒感染的肺炎确诊病例治愈出院。
2月5日，青海省报告新增确诊病例1例，为西宁市确诊病例；新增出院病例3例。截至2月5日24时，青海省累计报告新型冠状病毒感染的肺炎确诊病例18例，其中重症病例1例。确诊病例中，西宁市15例，海北州3例。
2月21日，青海省最后2名2019冠状病毒病患者从青海省第四人民医院出院。至此，青海省确诊的2019冠状病毒病患者全部出院，成为中国大陆第二个现有确诊病例、疑似病例数量全部归零的省级行政区。

### 2021年
10月20日21时51分，海东市平安区疾病预防控制中心报告实验室检测张某某咽拭子标本结果为阳性。21日凌晨2时41分，经青海省疾控中心和海东市疾控中心复核确认，张某某核酸检测结果为阳性。目前已转运至定点医疗机构隔离治疗。
10月28日0时20分，西宁市新增3名新冠肺炎病毒核酸检测阳性人员，后均被确诊。
10月31日，青海省西宁市新增1例新冠肺炎确诊病例。
11月1日，西宁市新增2例新冠肺炎病毒核酸检测阳性人员，同日晚再新增1名新冠肺炎病毒核酸检测阳性人员。
11月2日凌晨，西宁市新增3名新冠肺炎病毒核酸检测阳性人员。同日，西宁市城西区卫生健康局党组书记、局长徐荣军，城西区疾控中心主任祁云清在疫情防控中履职不力被免职。截至当日24时，青海省新增新型冠状病毒肺炎确诊病例4例。
11月3日，青海省新增新型冠状病毒肺炎确诊病例1例。

### 2022年
3月10日，青海省新增1例本土新冠肺炎确诊病例（由无症状感染者转为确诊病例）。
3月11日，西宁市新增1例新冠肺炎病毒核酸检测阳性人员，系确诊病例1的妻子。
3月17日，西宁市城北区宜尚酒店发生隔离医学观察人员坠亡事件。该人员魏某某，于3月12日从疫情中高风险地区来宁，当日对其在城北区集中隔离医学观察点宜尚酒店进行隔离医学观察。3月17日19时许，魏某某从其隔离房间窗户坠楼，隔离酒店医护人员现场对其紧急施救后送往西宁市第二人民医院进行救治。3月18日凌晨2时许，魏某某经医院抢救无效后死亡。经走访调查、现场勘查，认定魏某某身系隔离酒店房间窗纱欲离开隔离房间时，从窗户高坠身亡。
4月1日，海东市循化县在外省返循集中隔离点例行核酸检测中发现2名阳性人员，14时20分，经青海省疾控中心复核为阳性。经调查，2人于3月27日从上海虹桥机场乘坐春秋航空9C6833次航班到达西宁曹家堡机场后，由专用车辆闭环转运至循化县集中隔离点进行集中医学观察。
4月3日7时，西宁市新增5名阳性人员，均为上海青浦区某拉面馆工作人员及相关人员。截至当日24时，青海省新增7例新冠肺炎本土确诊病例。
4月4日，青海省新增2例新冠肺炎本土确诊病例。
4月5日，青海省新增2例新冠肺炎本土无症状感染者。
4月6日，青海省新增1例新冠肺炎本土无症状感染者。
4月7日，青海省新增2例新冠肺炎本土无症状感染者。
4月11日，青海省新增3例新冠肺炎本土无症状感染者。
4月12日，青海省新增本土确诊病例1例，新增本土无症状感染者11例。
4月13日，青海省新增本土确诊病例2例，新增本土无症状感染者12例。
4月14日，青海省新增本土确诊病例5例（含1例由无症状感染者转为确诊病例），新增本土无症状感染者6例。自當天21时30分开始，西宁市主城区实施静态管理。
4月15日，青海省新增本土确诊病例2例（含1例由无症状感染者转为确诊病例），新增本土无症状感染者3例。
4月16日，青海省新增本土确诊病例5例（含2例由无症状感染者转为确诊病例），新增本土无症状感染者7例。
4月17日，青海省新增本土确诊病例12例（含1例由无症状感染者转为确诊病例），新增本土无症状感染者4例。
4月18日，青海省新增本土确诊病例1例（由无症状感染者转为确诊病例），新增本土无症状感染者2例。
4月19日，青海省新增本土确诊病例1例，新增本土无症状感染者1例。
4月20日，青海省新增本土确诊病例4例。
4月21日14时22分，西宁市新增7例新冠肺炎病毒核酸检测阳性人员。当日青海省新增本土确诊病例10例（含1例由无症状感染者转为确诊病例），新增本土无症状感染者4例。
4月22日，青海省新增本土确诊病例3例（含2例由无症状感染者转为确诊病例），新增本土无症状感染者6例。
自4月23日零时起，西宁市部分主城区解除静态管理。
4月24日，青海省新增本土确诊病例5例（含1例由无症状感染者转为确诊病例）。新增本土无症状感染者2例。
4月25日，青海省新增本土确诊病例1例，新增本土无症状感染者1例。
4月27日，青海省新增本土确诊病例1例（由无症状感染者转为确诊病例）。
5月6日，西宁市新增1名新冠肺炎病毒阳性感染者，系湟源县重点人群核酸检测中发现。
5月7日，西宁市新增6例新冠肺炎病毒核酸检测阳性感染者。
5月8日，西宁市新冠肺炎疫情防控处置工作指挥部发布第84号至87号通告，5月9日发布第88号至89号通告，西宁市新增23名新冠肺炎病毒阳性感染者。
5月9日，西宁市新冠肺炎疫情防控处置工作指挥部通告发布第90号至93号通告，西宁市新增14名新冠肺炎病毒阳性感染者。
5月10日5时30分，西宁市新增9例新冠肺炎病毒阳性感染者。截至当日24时，累计新增42例新冠肺炎病毒阳性感染者。從當天起西宁市全域采取居家办公、限制聚集性活动等防控措施。
5月11日，青海省新增本土确诊病例13例，新增本土无症状感染者25例。
5月12日，青海省新增本土确诊病例8例，新增本土无症状感染者22例。
5月13日，青海省新增本土确诊病例4例（含1例由无症状感染者转为确诊病例），新增本土无症状感染者19例。
5月14日，青海省新增本土无症状感染者7例。
5月15日，青海省新增本土无症状感染者7例。
5月16日，青海省新增本土无症状感染者3例。
5月17日，青海省新增本土确诊病例1例。
7月10日，西宁市新增阳性检出者1例，为7月6日上海至西安航班阳性人员密接者。
7月14日，青海西宁市新增阳性检出者1例，为甘肃省阳性检出者的密切接触者。
8月12日，海西州发现4名新冠肺炎病毒核酸检测阳性人员，系大柴旦鱼卡检查站应检尽检人员中发现。海南州共和县发现1名阳性人员，系8月11日乘Z6802次列车由拉萨返回共和县人员。
8月14日，青海省新增本土确诊病例3例（黄南州1例、海南州1例、海西州1例）；新增本土无症状感染者6例（黄南州2例、海南州2例、玉树州1例、海西州1例）。
8月15日，青海省新增本土确诊病例2例（海南州1例、海西州1例），；新增本土无症状感染者8例（西宁市2例、海南州2例、海西州4例）。
8月16日，青海省新增本土确诊病例2例（海南州2例）；新增本土无症状感染者13例（西宁市6例、黄南州4例、海南州1例、海西州1例、玉树1例）。
8月17日，青海省新增本土确诊病例3例（西宁市1例、海西州2例）；新增本土无症状感染者57例（西宁市7例、海东市5例、黄南州4例、海南州3例、海西州19例、玉树19例）。
8月18日，青海省新增本土确诊病例1例（海西州1例）；新增本土无症状感染者34例（西宁市4例、海东市4例、黄南州8例、海西州18例）。
8月19日，青海省新增本土无症状感染者40例（西宁市5例、海东市8例、黄南州4例、海西州16例、玉树州7例）。当日起所有西藏进青车辆(含省外过境车辆、本省返青车辆和游客自驾车辆)和人员一律实行闭环管理、封闭运行，实行固定入口进青、固定线路通行、固定服务区休整、固定出口落地、固定目的地到达管理。
8月20日，青海省新增本土确诊病例4例（西宁市3例、海西州1例），新增本土无症状感染者81例（西宁市5例、海东市3例、黄南州1例、玉树州19例、海西州53例）。
8月21日，青海省新增本土无症状感染者64例（海东市1例、海西州34例、玉树州29例）。
8月22日，青海省新增本土确诊病例2例（海西州2例）；新增本土无症状感染者54例（西宁市3例、黄南州1例、玉树州19例、海西州31例）。
8月23日，青海省新增本土确诊病例3例（西宁市3例）；新增本土无症状感染者40例（西宁市1例、海东市6例、海西州26例、玉树州7例）。当日有3名青藏铁路公司列车员确诊，其中2例来自Z164/165、Z166/163次列车，1例来自Z21/22次列车。
8月24日，青海省新增本土确诊病例3例（西宁市2例、玉树州1例）；新增本土无症状感染者114例（西宁市8例、海东市4例、黄南州1例、海西州97例、玉树州4例）。
8月25日，西宁市室内公共场所暂停营业。当日青海省新增本土确诊病例3例（西宁市1例、海北州1例、玉树州1例）；新增本土无症状感染者103例（西宁市14例、海北州3例、海西州70例、玉树州16例）。
8月26日，青海省新增本土确诊病例2例（海北州2例）；新增本土无症状感染者65例（西宁市9例、海东市2例、玉树州12例、海西州42例）。
8月27日，青海省新增本土无症状感染者76例（西宁市8例、海北州1例、玉树州18例、海西州49例）。
8月28日，青海省新增本土无症状感染者79例（西宁市2例、海东市1例、海北州2例、海南州1例、玉树州28例、海西州45例）。
8月29日，青海省新增本土确诊病例2例（西宁市2例）；新增本土无症状感染者103例（西宁市39例、海北州2例、玉树州11例、海西州51例）。
8月30日，青海省新增本土确诊病例9例（西宁市3例、海北州1例、海西州5例）；新增本土无症状感染者84例（西宁市20例、海北州2例、海南州3例、玉树州2例、海西州57例）。
8月31日，青海省新增本土确诊病例4例（西宁市1例、玉树州1例、海西州2例）；新增本土无症状感染者212例（西宁市21例、海南州2例、玉树州130例、海西州59例）。
9月1日，青海省新增本土确诊病例5例（西宁市1例、海西州4例）；新增本土无症状感染者125例（西宁市29例、海北州1例、玉树州39例、海西州56例）。
9月2日，青海省新增本土确诊病例5例（西宁市1例、海西州4例）；新增本土无症状感染者104例（西宁市21例、海北州1例、玉树州25例、海西州57例）。
9月3日，青海省新增本土确诊病例8例（西宁市3例、海西州5例，其中含4例无症状感染者转为确诊病例）；新增本土无症状感染者131例（西宁市19例、海南州1例、玉树州35例、海西州76例）。
9月4日，青海省新增本土确诊病例4例（西宁市1例、海西州1例，玉树州2例，其中含2例无症状感染者转为确诊病例）；新增本土无症状感染95例（西宁市13例、玉树州36例、海西州46例）。
9月5日，青海省新增本土确诊病例2例（海西州2例）；新增本土无症状感染者93例（西宁市6例、玉树州26例、海西州61例）。
9月6日，青海省新增本土确诊病例1例（海西州1例），；新增本土无症状感染者106例（西宁市6例、玉树州74例、海西州26例）。
9月7日，青海省新增本土确诊病例1例（海西州1例，由无症状感染者转为确诊病例）；新增本土无症状感染56例（西宁市5例、玉树州37例、海西州14例）。
9月8日，青海省新增本土确诊病例7例（西宁市1例，海西州6例，含1例由无症状感染者转为确诊病例）；新增本土无症状感染15例（西宁市5例、玉树州6例、海西州4例）。
9月9日，青海省新增本土确诊病例3例（西宁市1例，海西州2例，含1例由无症状感染者转为确诊病例），新增本土无症状感染者18例（西宁市4例、玉树州4例、海西州10例）。
9月10日，青海省新增本土确诊病例1例（海西州1例）；新增本土无症状感染者12例（玉树州3例、海西州9例）。
9月11日，青海省新增本土确诊病例2例（海西州2例，含1例由无症状感染者转为确诊病例）；新增本土无症状感染者5例（海西州5例）。
9月12日，青海省新增本土无症状感染者2例（海西州2例）。
9月13日，青海省新增本土无症状感染者4例（海东市2例、海南州2例）。
9月15日，青海省新增本土无症状感染者1例（海南州1例）。
9月16日，青海省新增本土无症状感染者1例（海南州1例）。
9月17日，青海省新增本土无症状感染者2例（海西州2例）。
9月18日，青海省新增本土无症状感染者2例（海西州2例）。
9月19日，青海省新增本土无症状感染者4例（海西州4例）。
9月20日，青海省新增本土无症状感染者5例（海东市2例、黄南州1例、海西州2例）。。
9月21日，青海省新增本土无症状感染者5例（海西州5例）。
9月22日，青海省新增本土无症状感染者1例（海西州1例）。
9月25日，青海省新增本土确诊病例2例（海东市1例、海西州1例，含1例由无症状转为确诊）；新增本土无症状感染者16例（海东市14例、海西州2例）。
9月26日，青海省新增本土确诊病例2例（海东市2例，含1例由无症状转为确诊）；新增本土无症状感染者5例（海东市5例）。
9月27日，青海省新增本土确诊病例2例（海东市2例，含1例由无症状转为确诊）；新增本土无症状感染者5例（海东市3例、海西州2例）。
9月29日，青海省新增本土无症状感染者4例（海东市1例，黄南州2例，玉树州1例）。
9月30日，新增本土无症状感染者1例（海东市1例）。
10月6日，新增本土无症状感染者1例（玉树州1例）。
10月19日，新增本土无症状感染者1例（海北州）。
10月20日，新增本土无症状感染者4例（西宁市3例、海东市1例）。
10月21日，新增本土无症状感染者11例（西宁市6例、海东市4例、海北州1例）。
10月22日，新增本土无症状感染者19例（西宁市8例、海东市8例、海北州2例、海南州1例）。
10月23日，新增本土无症状感染者20例（西宁市9例、海东市10例、海南州1例）。
10月24日，新增本土无症状感染者32例（西宁市14例、海东市10例、海北州4例、玉树州4例）。
10月25日，新增本土确诊病例2例（海北州1例，海东市由无症状感染者转为确诊病例1例）；新增本土无症状感染者87例（西宁市53例、海东市23例、海北州11例）。当日西宁市通报，本轮疫情起始点的青藏高原农副产品集散中心疫情快速传播，影响范围不断扩大，防控难度明显增加。另外西宁市商务局局长陈晓萍表示，少数群众反映买菜难、排队时间长，主要原因是市区蔬菜水果销售店铺大多是从集散中心进货，有高风险地区接触史，为降低传播风险对部分蔬果店实施了闭店隔离，待3-5轮核酸检测结果阴性后，满足防控和保供条件的可逐步开放。西宁市新冠肺炎疫情防控处置工作指挥部拨付专项资金组建临时蔬菜一级批发市场。
10月26日，青海省新增本土确诊病例7例(西宁市5例，海北州1例，果洛州1例)；新增本土无症状感染者117例(西宁市70例、海东市34例、海北州13例)。
10月27日，青海省新增本土确诊病例6例（西宁市5例，海东市由无症状感染者转为确诊病例1例）；新增本土无症状感染者103例（西宁市65例、海东市21例、海北州17例）。青海省市场监管局以涉嫌哄抬价格為由查處西宁3家蔬菜销售经营者。
10月28日，青海省新增本土确诊病例1例（西宁市1例）；新增本土无症状感染者85例（西宁市52例、海东市13例、海北州20例）。
10月29日，青海省新增本土确诊病例2例（西宁市2例）；新增本土无症状感染者91例（西宁市47例、海东市1例、海北州39例、玉树州4例）。
10月30日，青海省新增本土确诊病例5例（西宁市5例，含2例由无症状感染者转为确诊病例）；新增本土无症状感染者86例（西宁市45例、海东市3例、海北州38例）。
10月31日，西宁市公安局表示有西寧網民因在互聯網上發佈「核酸之都、方舱故里、菜包之乡、静默之城」而被處置。